# Награда на БАФТА
Наградите на БАФТА (Британска академия за филмово и телевизионно изкуство) се дават всяка година във Великобритания.

## Филми
Основната церемония за филмови награди на БАФТА се нарича Филмови награди на британската академия. До 2002 година церемонията се провежа през месец април или май, след което започва да се провежда през февруари, предшествайки Оскарите. Наградите се отнасят за всички националности, въпреки че има награда за Най-добър британски филм и Най-добър дебют.
Наградите са:
- БАФТА Награда за най-добър филм.
- БАФТА Награда за най-добра режисура.
- БАФТА Награда за най-добър актьор в главна роля.
- БАФТА Награда за най-добра актриса в главна роля.
- БАФТА Награда за най-добър актьор в поддържаща роля.
- БАФТА Награда за най-добра актриса в поддържаща роля.
- БАФТА Награда за най-добър оригинален сценарий.
- БАФТА Награда за най-добър адаптиран сценарий.
- БАФТА Награда за най-добър сценарий.
- БАФТА Награда за най-добър британски сценарий.
- БАФТА Награда за най-добър британски филм.
- БАФТА Награда за най-добър чуждоезичен филм.
- БАФТА Награда за най-добър анимационен филм.
- БАФТА Награда за най-добро операторско майсторство.
- БАФТА Награда за най-добър дизайн на костюми.
- БАФТА Награда за най-добър звук.
- БАФТА Награда за най-добра филмова музика.
- БАФТА Награда за най-добър монтаж.
- БАФТА Награда за най-добри специални визуални ефекти.
- БАФТА Награда за най-добър дизайн на продукцията.
- БАФТА Награда за най-добър грим.
- БАФТА Награда за най-добър дебют.
- БАФТА Награда за най-добър късометражен филм.